# Земля против паука (фильм, 1958)
«Земля против паука» — американский фантастический фильм Берта Гордона. Берт Гордон также принимал участие в написании сценария. Слоган фильма — The spider will eat you alive (паук съест тебя живьём).

## Сюжет
В горных пещерах обнаруживают гигантского паука. Его убивают с помощью нервно-паралитического газа ДДТ. Тушу паука выставляют в местной школе. Однако через некоторое время паук оживает. Оказавшись в густонаселённом городе, паук ведёт себя агрессивно.

## Съёмки
Фильм снимался в знаменитых пещерах Карлсбада, а также в каньоне Бронсон. Во время съёмок была идея наложить на спину паука специальный грим, чтобы сделать чудовище страшнее. Но вскоре от этой затеи отказались.